# MBC 뉴스포커스
《MBC 뉴스포커스》는 2008년 10월 13일부터 2020년 3월 29일까지 MBC 표준FM에서 방송했던 퇴근길 저녁종합뉴스 프로그램이다.

## 역대 방송시간
| 방송 채널  | 방송 기간                           | 방송 시간                        |
| ---------- | ----------------------------------- | -------------------------------- |
| MBC 표준FM | 2008년 10월 13일 ~ 2009년 10월 18일 | 매일 밤 9시 ~ 밤 9시 30분 (30분) |
| MBC 표준FM | 2009년 10월 19일 ~ 2011년 4월 30일  | 매일 밤 9시 ~ 밤 9시 25분 (25분) |
| MBC 표준FM | 2011년 5월 1일 ~ 2020년 3월 29일    | 매일 밤 9시 ~ 밤 9시 20분 (20분) |

### 역대 앵커

#### 남성
| 대수 | 진행자                 | 진행 기간                          | 비고 |
| ---- | ---------------------- | ---------------------------------- | ---- |
| 1대  | 김성수 前 기자         | 2008년 10월 13일 ~ 2011년 3월 6일  |      |
| 2대  | 송기원 前 논설위원     | 2011년 3월 7일 ~ 2011년 9월 25일   |      |
| 3대  | 황외진 前 선임기자팀장 | 2011년 9월 26일 ~ 2012년 2월 19일  |      |
| 4대  | 이윤재 아나운서        | 2012년 2월 20일 ~ 2012년 3월 18일  |      |
| 5대  | 이연재 선임기자        | 2012년 3월 19일 ~ 2012년 6월 3일   |      |
| 6대  | 홍순관 前 기자         | 2012년 6월 4일 ~ 2012년 11월 30일  |      |
| 7대  | 송형근 前 선임기자     | 2012년 12월 1일 ~ 2013년 3월 17일  |      |
| 8대  | 임흥식 前 논설위원     | 2013년 3월 18일 ~ 2014년 11월 30일 |      |
| 9대  | 임태성 선임기자        | 2013년 12월 9일 ~ 2014년 11월 30일 |      |
| 10대 | 이재훈 前 논설위원     | 2014년 12월 1일 ~ 2018년 11월 28일 |      |
| 11대 | 송재우 前 논설위원실장 | 2015년 5월 4일 ~ 2016년 3월 13일   |      |
| 12대 | 황헌 前 논설위원       | 2016년 3월 14일 ~ 2016년 10월 18일 |      |
| 13대 | 김상철 선임기자        | 2017년 5월 4일 ~ 2018년 11월 28일  |      |
| 14대 | 권순표 선임기자        | 2018년 11월 29일 ~ 2020년 3월 29일 |      |
| 15대 | 김경태 선거기획부장    | 2019년 1월 1일 ~ 2019년 5월 28일   |      |

#### 여성
| 대수 | 진행자                     | 진행 기간                          | 비고  |
| ---- | -------------------------- | ---------------------------------- | ----- |
| 1대  | 김원경 前 아나운서         | 2012년 6월 18일 ~ 2012년 10월 7일  |       |
| 2대  | 박보경 前 아나운서         | 2012년 10월 8일 ~ 2013년 3월 17일  |       |
| 3대  | 김원경 前 아나운서         | 2013년 3월 18일 ~ 2013년 10월 6일  | [ 1 ] |
| 4대  | 류수민 아나운서            | 2013년 10월 7일 ~ 2014년 11월 30일 |       |
| 5대  | 김원경 前 아나운서         | 2013년 12월 9일 ~ 2014년 11월 30일 | [ 2 ] |
| 5대  | 최현정 前 아나운서         | 2013년 12월 9일 ~ 2014년 11월 30일 |       |
| 5대  | 임현주 아나운서            | 2013년 12월 9일 ~ 2014년 11월 30일 |       |
| 6대  | 김규비 프리랜서 뉴스캐스터 | 2016년 2월 1일 ~ 2017년 12월 31일  |       |
| 6대  | 임지현 프리랜서 뉴스캐스터 | 2016년 2월 1일 ~ 2017년 12월 31일  |       |
| 7대  | 황선숙 아나운서            | 2018년 1월 1일 ~ 2018년 5월 6일    | [ 3 ] |
| 8대  | 하지은 前 아나운서         | 2018년 5월 7일 ~ 2018년 12월 31일  |       |
| 9대  | 양승은 아나운서            | 2019년 1월 1일 ~ 2019년 8월 5일    | [ 4 ] |
| 10대 | 양승은 아나운서            | 2019년 12월 23일 ~ 2020년 3월 29일 | [ 5 ] |

## 타이틀 변천사
현재 타이틀은 2008년 10월 13일을 기준으로 한다.
| 기수 | 타이틀              | 방송 기간                           |
| ---- | ------------------- | ----------------------------------- |
| 1기  | 김성수의 뉴스포커스 | 2008년 10월 13일 ~ 2009년 10월 18일 |
| 2기  | MBC 뉴스포커스      | 2009년 10월 19일 ~ 2020년 3월 29일  |

## 지역권뉴스
| 방송국  | 프로그램 타이틀           | 진행자 |
| ------- | ------------------------- | ------ |
| 광주MBC | MBC 뉴스포커스 광주·전남  | 연빛나 |
| 목포MBC | MBC 뉴스포커스 목포·전남  | 이지연 |
| 여수MBC | MBC 뉴스포커스 전남동부권 | 한보선 |
| MBC충북 | MBC 뉴스포커스 충북       | 정미정 |
| 춘천MBC | MBC 뉴스포커스 강원       | 이승현 |
| 제주MBC | MBC 뉴스포커스 제주       | 지건보 |

## 방송 당시 동시 시간대 뉴스 프로그램
- KBS 제1라디오 저녁종합뉴스 (KBS 제1라디오)
- 경인방송 저녁종합뉴스 (경인방송)